# Boguchar
Boguchar (ruso: Богуча́р) es una ciudad rusa, capital del raión homónimo en la óblast de Vorónezh.
En 2021, la ciudad tenía una población de 14 370 habitantes. En su territorio no hay pedanías.
Se ubica unos 200 km al sur de Vorónezh, junto a la carretera M4 que lleva a Rostov del Don y Krasnodar. El río Don fluye al este de la ciudad.

## Historia
Recibe su nombre del río Bogucharka, cuyo entorno formaba un paraje rústico despoblado hasta 1716, cuando se asentaron en la zona cosacos de Zaporiyia. En su origen, Boguchar fue un asentamiento cosaco de la Ucrania Libre. En 1779, adoptó el estatus de ciudad, al pasar a ser la sede de un uyezd en la recién fundada gobernación de Vorónezh. Debido a su origen cosaco, los ucranianos formaban dos tercios de los seis mil habitantes de la ciudad en el censo de 1897. En 1920 se produjo un levantamiento en Boguchar contra los bolcheviques, que fue reprimido por el Ejército Rojo. En los años siguientes se produjeron movimientos de población, y los ucranianos pasaron a ser solamente la cuarta parte de los habitantes en el censo de 1939. Tras la Segunda Guerra Mundial, la Unión Soviética desarrolló Boguchar notablemente como lugar de parada en la carretera M4, con varias industrias.